# Bergetjärnet (Dals-Eds socken, Dalsland)
Bergetjärnet är en sjö i Dals-Eds kommun i Dalsland och ingår i Örekilsälvens huvudavrinningsområde.